# 白眉山鹧鸪
白眉山鹧鸪（学名：Arborophila gingica）又称白额山鹧鸪，为雉科山鹧鸪属的鸟类，俗名山鸡、新竹鸡，是中国的特有物种。分布于福建、广东、广西等地，一般生活于树木茂密的山地。该物种的模式产地在福建。